# 27440 Colekendrick
27440 Colekendrick este un asteroid din centura principală de asteroizi.

## Descriere
27440 Colekendrick este un asteroid din centura principală de asteroizi. A fost descoperit pe 29 martie 2000 la Socorro, New Mexico, în cadrul proiectului LINEAR. Asteroidul prezintă o orbită caracterizată de o semiaxă mare de 2,61 ua, o excentricitate de 0,17 și o înclinație de 4,4° în raport cu ecliptica.